# Габес (затока)
Габес (араб. خليج قابس) — затока у Середземному морі біля північного берега Африки, у стародавні часи мала назву Малий Сирт. Омиває територію Тунісу. Тягнеться більш ніж на 100 км і має глибину близько 50 м. У південній частині входу в затоку розташований острів Джерба, а в північній — острови Керкенна. Припливи в затоці півдобові, амплітудою до 0,4 м. Температура води в коливається від 14 до 29 °C.
На південному березі затоки розташований великий промисловий та портової центр південного Тунісу — місто Габес. А на північному березі розміщене ще одне велике місто-порт Сфакс. У затоці розвинене рибальство — в місті Габес знаходиться близько 60% туніського рибальського флоту.